# 长美村
长美村，隶属于中华人民共和国广东省揭阳市普宁市梅塘镇。是潮汕地区历史上著名的陶乡，极具代表性的陶器“长美钵仔”更是享誉海内外。

## 行政区划
下辖营寨：由西向东，由北向南，分别是：新厝（红山脚、埔脚、埔顶、鲤鱼头、牛路沟、后埔、大坑口）、寨前园、西门、十字江、石部山、东门、顶埕、企顶、公路边、面前洋、大路顶、山边寨、桥仔头、石牌头、庵场、梅塘洋、杉桥头、坡头。

## 人口
目前人口总数约6万。全部人口都是潮汕人，并且全部统姓赖。

## 语言
潮汕话（潮州话）

## 人文

### 戏剧
- 潮剧

### 舞蹈
- 英歌
- 舞狮

### 民乐
- 潮州音乐
  - 潮州锣鼓乐（依编制大小分成大锣鼓、小锣鼓）
  - 潮州弦诗乐
  - 潮州儒家乐（外江诗）
  - 潮州筝（搭配冇弦和尺八）

### 古迹
宝石岩寺风景区1826年始建，位于长美山之巅，背临山坑，坑水清凉，广袤的大肚篮山脉连绵。现经乡贤捐建，规模壮观，环境优美，气候宜人，适合约会、春游。

### 运动
普宁市素有篮球之乡之称，长美村更是此中翘楚。全村现有篮球场5个。
广场舞风靡世界，长美也不例外，全村现有多支广场舞战队，其中以新厝战队、东门战队成立时间最早。

### 教育
现有一所设备完善、师资雄厚、交通方便、环境宜人的小学。

## 地产
- 陶器
  - 钵仔
  - 瓮
- 南糖[参 3]
  - 豆仁糖
  - 蛋烤
  - 米润
- 小吃
  - 朥饼
    - 绿豆饼
    - 瓜丁饼

  - 春卷
  - 六角糕[参 4]
  - 小米[参 5]
  - 番薯研
  - 芋头研[参 6]
- 水果
  - 橄榄
  - 油甘（余甘子）
  - 龙眼
  - 荔枝
  - 芒果
  - 杨梅
  - 杨桃
  - 菠萝
  - 李子
  - 青梅
  - 柑
  - 甘蔗
  - 枣
  - 鸡蛋果（西番莲）
  - 拔仔（番石榴）
  - 林檎
  - 石榴
  - 草莓
  - 菠萝蜜
  - 乌多尼（桃金娘）
  - 盐酸鸡（酸藤果）
  - 油桃
  - 火龙果